# 99-es busz (Budapest)
A budapesti 99-es jelzésű autóbusz a Blaha Lujza tér (Népszínház utca) és Pesterzsébet, Mátyás király tér között közlekedik. A vonalat a Budapesti Közlekedési Zrt. üzemelteti. A járműveket a Dél-pesti és a Kőbányai autóbuszgarázs állítja ki.
A járat a VII. és a VIII. kerület határán található Blaha Lujza térről indul, majd a VIII. kerületen és a Népligeten keresztül jut el a X. kerületbe, onnan a Határ útnál a M3-as metróvonal állomását is érintve jut el a XIX. kerületi Wekerletelep felé, végül a XX. kerületi Kossuthfalván áthaladva éri el a pesterzsébeti végállomását.

## Története
1963. december 16-án indult el a Harminckettesek tere és a pesterzsébeti Vasút sor között. 1972. december 23-án belső végállomását a Népszínház utcába helyezték át és ugyanekkor gyorsjárata is indult 199-es jelzéssel a Vasút sorig. 1977. január 1-jén a 199-es a 99-es jelzést kapta. A gyorsjárat 1980. március 28-án megszűnt, majd 1981. január 2-án újraindult. 1996. március 29-én ismét megszűnt, pótlására 99A jelzéssel betétjárat indult a Kós Károly térig. A betétjárat 2004. június 15-én közlekedett utoljára, hivatalosan a nyár végén szűnt meg.
A 99-es buszok pesterzsébeti végállomása lakossági kérésre 2001. április 1-jén a Mátyás király térhez került át, útvonalmódosítás nélkül.
2016. június 4-étől a 99-es buszra hétvégén és ünnepnapokon csak az első ajtónál lehet felszállni.

## Kritikák, fejlesztési javaslatok
A „gettóbuszként” számontartott 99-es buszt az egyik legproblémásabb tömegközlekedési járatként tartják számon Budapesten, amelyen gyakoriak a másokat zaklató, részeg és bedrogozott utasok. Emiatt a járatot rendszeresen használók részéről gyakori kritika az utazóközönség egy részének másokat zavaró viselkedése, éppen ezért az utazás biztonságának javítása és a garázda elemek távoltartása érdekében támogatják az elsőajtós felszállás bevezetését a 99-es buszon – a jelenlegi helyzettel ellentétben nem csak a hétvégi napokon, hanem a hét minden napján.
Budapest VIII. kerületének alpolgármestere, Erőss Gábor szerint valószínűleg Budapest egyik legforróbb pontja a 99-es busz végállomása, ami véleménye szerint nincs jó helyen, maga a megálló pedig is túl nagy teret vesz el a járdától, nehezítve a közlekedést. Erőss Gábor így fogalmazott:

„A főpolgármesterrel és a BKK-val rendszeresen egyeztetünk, azt szeretnénk, ha elkerülne onnan ez a buszvégállomás, de egyelőre csak arra van ígéret, hogy kevesebb busz fog ott parkolni; a hosszútávú terv az az, hogy összekötik a vonalat egy másik, Budára közlekedő buszvonallal, és akkor megszűnik a végállomás”

A 99-es busszal összevonható vonalak közé tartozik többek között a 178-as busz, mely a Lánchíd 2021-ben kezdődött felújítása előtt pesti irányba haladva a Krisztina tér után az Attila úton, a Krisztina körúton, az Erzsébet hídon, a Szabad sajtó úton, a Kossuth Lajos utcán és a Rákóczi úton át közlekedett, majd érintette a Blaha Lujza teret. Így a 178-as busz – a Krisztina tér után a Blaha Lujza térig a 2021-ig használt útvonalra visszaállítva – összevonható lenne a 99-es busszal.

## Útvonala
| Pesterzsébet, Mátyás király tér felé |
| Blaha Lujza tér M (Népszínház utca) vá. – Népszínház utca – Blaha Lujza tér – József körút – Rákóczi út – Kiss József utca – Népszínház utca – Nagy Fuvaros utca – Mátyás tér – Szerdahelyi utca – Karácsony Sándor utca – Kálvária tér – Baross utca – Diószeghy Sámuel utca – Kőris utca – Orczy út – Vajda Péter utca – Fertő utca – Hízlaló tér – Basa utca – Kőér utca – Ferde utca – Ady Endre út – Álmos utca – Pannónia út – Kós Károly tér – Pannónia út – Nádasdy utca – Hunyadi tér – Hunyadi utca – felüljáró – Nagysándor József utca – Mártírok útja – Kulcsár utca – Deák tér – Udvarhely utca – Brassó utca – Szabadka utca – Szilágyság utca – Pesterzsébet, Mátyás király tér vá. |
| Blaha Lujza tér (Népszínház utca) felé |
| Pesterzsébet, Mátyás király tér vá. – Szilágyság utca – Temesvár utca – Mártírok útja – Nagysándor József utca – felüljáró – Hunyadi utca – Hunyadi tér – Nádasdy utca – Pannónia út – Kós Károly tér – Pannónia út – Baross utca – Ady Endre út – Mátyás király utca – Üllői út – Kőér utca – Basa utca – Hízlaló tér – Fertő utca – Vajda Péter utca – Orczy út – Kőris utca – Diószeghy Sámuel utca – Kálvária tér – Baross utca – Karácsony Sándor utca – Szerdahelyi utca – Mátyás tér – Nagy Fuvaros utca – Népszínház utca – Blaha Lujza tér M (Népszínház utca) vá. |

## Megállóhelyei
| 0  | Blaha Lujza tér M (Népszínház utca) végállomás | 31 | 5, 7, 7E, 8E, 107, 108E, 110, 112, 133E, 217E 4, 6, 28, 28A, 37, 37A, 62 74                            | Metróállomás, BKV Zrt. ügyfélszolgálat                                       |
| 1  | Kiss József utca                               | ∫  | |                                                                              |
| 2  | II. János Pál pápa tér M                       | 28 | 217E 28, 28A, 37, 37A, 62                                                                              | Erkel Színház, Gázmúzeum                                                     |
| 3  | Mátyás tér                                     | 27 | |                                                                              |
| 4  | Teleki László tér (Szerdahelyi utca)           | 26 | 28, 28A, 37, 37A, 62                                                                                   |                                                                              |
| 6  | Kálvária tér                                   | 25 | 9 72, 83                                                                                               | Turay Ida Színház                                                            |
| 7  | Kőris utca                                     | 23 | 83 | Külső-józsefvárosi református templom, Kövessi Erzsébet baptista középiskola |
| 8  | Golgota tér                                    | 22 | 23, 24                                                                                                 |                                                                              |
| 9  | Delej utca                                     | 21 | |                                                                              |
| 10 | Bláthy Ottó utca                               | 20 | |                                                                              |
| 11 | Vajda Péter utca (Villám utca)                 | 20 | 1, 1A                                                                                                  |                                                                              |
| 13 | Sporttelep                                     | 17 | | VIII. kerületi sporttelep                                                    |
| 14 | Fertő utca / Bihari utca                       | 16 | 3 |                                                                              |
| 15 | Hízlaló tér                                    | 14 | |                                                                              |
| 16 | Basa utca                                      | 14 | |                                                                              |
| 17 | Kőér utcai uszoda                              | 12 | | Városi uszoda                                                                |
| 18 | Határ út M                                     | 12 | 66, 66B, 66E, 84E, 89E, 94E, 123, 123A, 142E, 194, 194B, 294E 42, 50, 52 626, 628, 629, 660 1080, 1110 | Autóbusz-állomás, Metróállomás, Shopmark bevásárlóközpont                    |
| 19 | Győri Ottmár tér                               | 10 | 194, 194B                                                                                              |                                                                              |
| 20 | Kós Károly tér                                 | 8  | 148, 194, 194B                                                                                         | Kós Károly tér                                                               |
| 21 | Kós Károly tér (Pannónia út)                   | ∫  | 148, 194, 194B                                                                                         | Kós Károly tér                                                               |
| 22 | Zoltán utca                                    | 7  | 194, 194B                                                                                              |                                                                              |
| 23 | Hunyadi tér                                    | 6  | 151, 194, 194B                                                                                         |                                                                              |
| 25 | Nagykőrösi út                                  | 5  | 54, 55, 84E, 89E, 151, 294E 607, 608, 656, 657, 679                                                    |                                                                              |
| 26 | Mártírok útja / Nagysándor József utca         | 4  | 123, 123A, 151                                                                                         |                                                                              |
| 26 | Zobor utca                                     | 3  | 123, 123A                                                                                              |                                                                              |
| 27 | Magyar utca                                    | 2  | 123, 123A                                                                                              |                                                                              |
| 28 | Temesvár utca / Mártírok útja                  | 2  | 123, 123A                                                                                              |                                                                              |
| ∫  | Ady Endre tér                                  | 0  | 123, 123A, 224, 224E                                                                                   |                                                                              |
| 29 | Udvarhely utca                                 | ∫  | |                                                                              |
| 31 | Hunyadi János tér                              | ∫  | |                                                                              |
| 31 | Vaskapu utca                                   | ∫  | |                                                                              |
| 32 | Szilágyság utca                                | ∫  | |                                                                              |
| 33 | Pesterzsébet, Mátyás király tér végállomás     | 0  | |                                                                              |